# Il verde prato dell'amore
Il verde prato dell'amore (Le bonheur) è un film del 1965 diretto da Agnès Varda.

## Trama
François, un giovane falegname impiegato presso lo zio, vive una vita agiata e felice assieme a sua moglie Thérèse, una sarta, e i loro due bambini, Pierrot e Gisou. Assieme escono di frequente per delle passeggiate nei boschi. Nonostante l'abbondanza di felicità nella sua vita e l'amore inconfutabile per sua moglie e i suoi bambini, François si innamora di Émilie, una donna nubile e attraente che lavora alle poste, possiede un appartamento tutto suo e somiglia molto a Thérèse. Émilie, consapevole della sua felicità familiare, lo ricambia.

Un weekend, durante un pic-nic nei boschi, Thérèse chiede a François il motivo della sua particolare felicità nell'ultimo periodo. Lui le risponde che quella che già sentiva con lei e i bambini non è cambiata, anzi è aumentata dopo l'incontro con Émilie. Dopo aver messo a dormire i bambini sotto un albero, Thérèse incoraggia François a fare l'amore con lei. Al termine, lui si addormenta e, al suo risveglio, vede che Thérèse è sparita. Dopo una ricerca disperata, trova il suo corpo, recuperato dal lago da alcuni pescatori.

Poco tempo dopo, François ritorna al lavoro e cerca Émilie. Questa ben presto va a vivere con lui e tutto torna come prima: la nuova famiglia vive in armonia e di frequente escono per delle passeggiate nei boschi. François ha ritrovato l'abbondanza di felicità nella sua vita.

## Riconoscimenti
- 1965 - Festival di Berlino
  - Orso d'argento

- 1965 - Prix Louis-Delluc[1][2]
  - Vincitore

- 1965 - Cahiers du cinéma[3]
  - Candidato al premio Top 10 Film Miglior film

- 1968 - Turkish Film Critics Association (SIYAD) Awards
  - Secondo Posto